# 17 août 1977
Le mercredi 17 août 1977 est le 229e jour de l'année 1977.

## Naissances
- Borghild Ouren, biathlète norvégienne
- Daniel Pancu, footballeur roumain
- Ed Gass-Donnelly, réalisateur canadien
- Edu del Prado, chanteur, musicien, acteur et danseur espagnol
- João Bernardo Vieira II, homme politique bissau-guinéen
- Lin Sang, archère chinoise
- Mahamadou Camara, homme de média et politique malien
- Matt Oakley, footballeur anglais
- Mattias Karlsson, personnalité politique suédoise
- Montserrat Poza, joueuse de rugby espagnole
- Nathan Deakes, athlète australien
- Olesya Aliyeva, skieuse alpine russe
- Paul Wotton, footballeur anglais
- Sabri Tabet, footballeur français
- Tarja Turunen, chanteuse soprano d’opéra et de metal finnoise.
- Thierry Henry, footballeur français
- William Gallas, footballeur français

## Décès
- Éloi Tassin (né le 6 juin 1912), cycliste français
- Delmer Daves (né le 24 juillet 1904), réalisateur américain
- Harald Økern (né le 19 janvier 1898), coureur de combiné nordique norvégien
- Leslie Pearce (né le 20 avril 1887), réalisateur néo-zélandais
- Moufdi Zakaria (né le 12 juin 1908), poète algérien
- Pavel Alekseevic Serebrâkov (né le 13 mars 1909), pianiste russe
- Roger Nicolas' (né le 16 janvier 1919), humoriste français

## Événements
- Sortie des films Cet obscur objet du désir et Plus ça va, moins ça va